# Севск (Кемеровская область)
Севск — посёлок в Прокопьевском районе Кемеровской области. Входит в состав Бурлаковского сельского поселения.

## География
Центральная часть населённого пункта расположена на высоте 259 метров над уровнем моря.

## Население
По данным Всероссийской переписи населения 2010 года, в посёлке Севск проживает 658 человек (310 мужчин, 348 женщин).

## Организации
- Детский дом.